# Autruche
Autruche település Franciaországban, Ardennes megyében. Lakosainak száma 50 fő (2022. január 1.). Autruche Authe, Germont, Harricourt és Saint-Pierremont községekkel határos.

## Népesség
A település népességének változása:
| Lakosok száma | 101  | 71   | 48   | 52   | 62   | 65   | 69   | 59   | 54   | 50   |
|               | 1968 | 1982 | 1990 | 2006 | 2013 | 2015 | 2017 | 2019 | 2020 | 2022 |